# Krellsche Schmiede

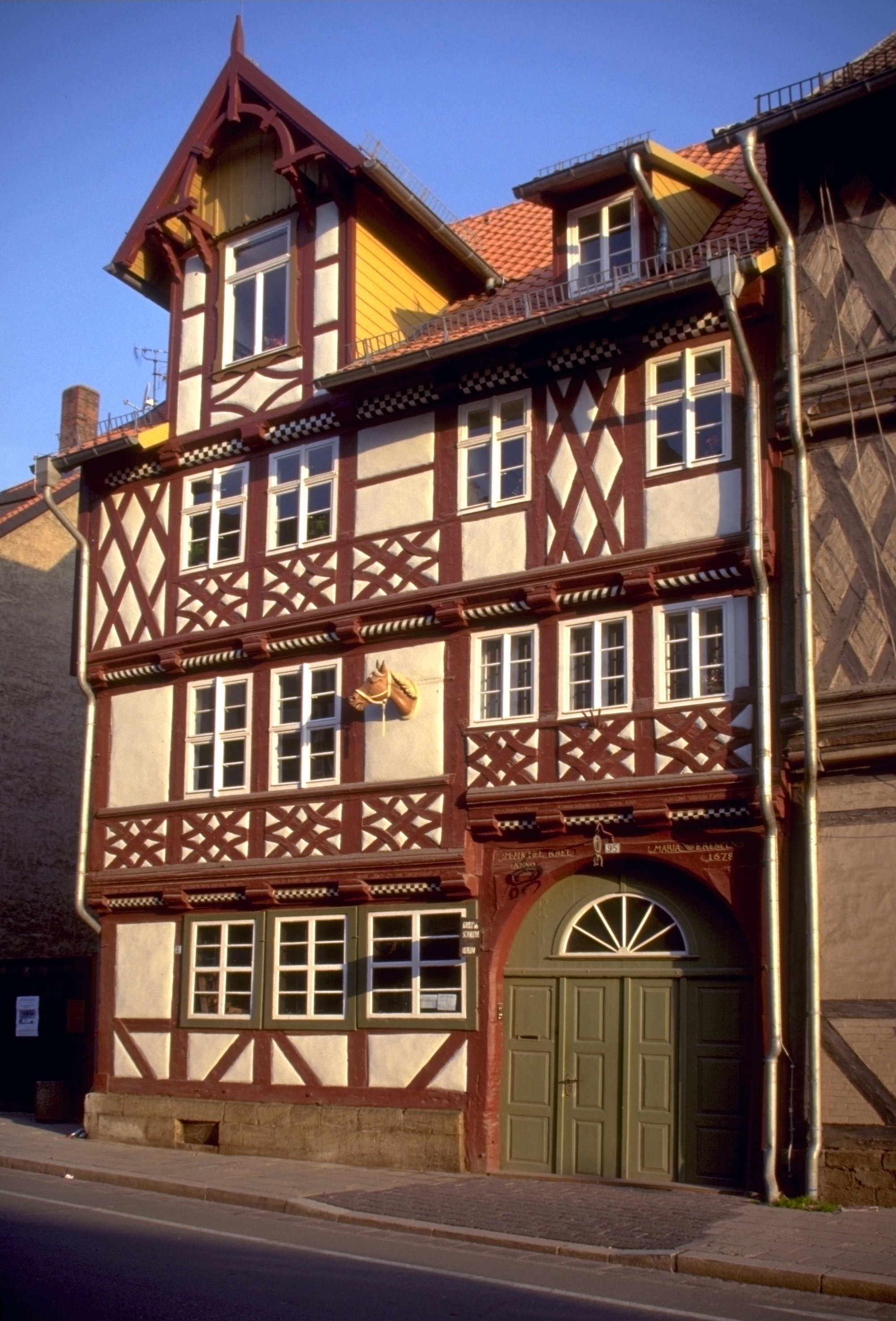
Krellsche Schmiede

Die Krellsche Schmiede in Wernigerode-Neustadt ist ein denkmalgeschütztes Baudenkmal. Sie gilt als älteste historische, noch in Betrieb befindliche Schmiede Deutschlands.

## Geschichte
Die Schmiede wurde 1678 vom schwäbischen Schmiedemeister Michael Krell errichtet, dies geht aus einer Inschrift über der Tordurchfahrt hervor. Bis 1837 blieb die Schmiede im Familienbesitz der Krells. 1837 verkaufte der Schmiedemeister Gottlieb Heinrich Ernst Krell das Haus mit den Stallgebäuden und den Schmiedegeräten an den Schmiedegesellen Heinrich Michael Niehoff für 975 Taler in Gold. Dessen Familie führte den Schmiedebetrieb bis zur Schließung 1975 weiter fort. 1986 wurde die Schmiede restauriert und 1990 ein Museum darin eingerichtet. Seit 2008 wird die Schmiede wieder als ein technisches Denkmal samt Schmiedemeister betrieben.

## Beschreibung

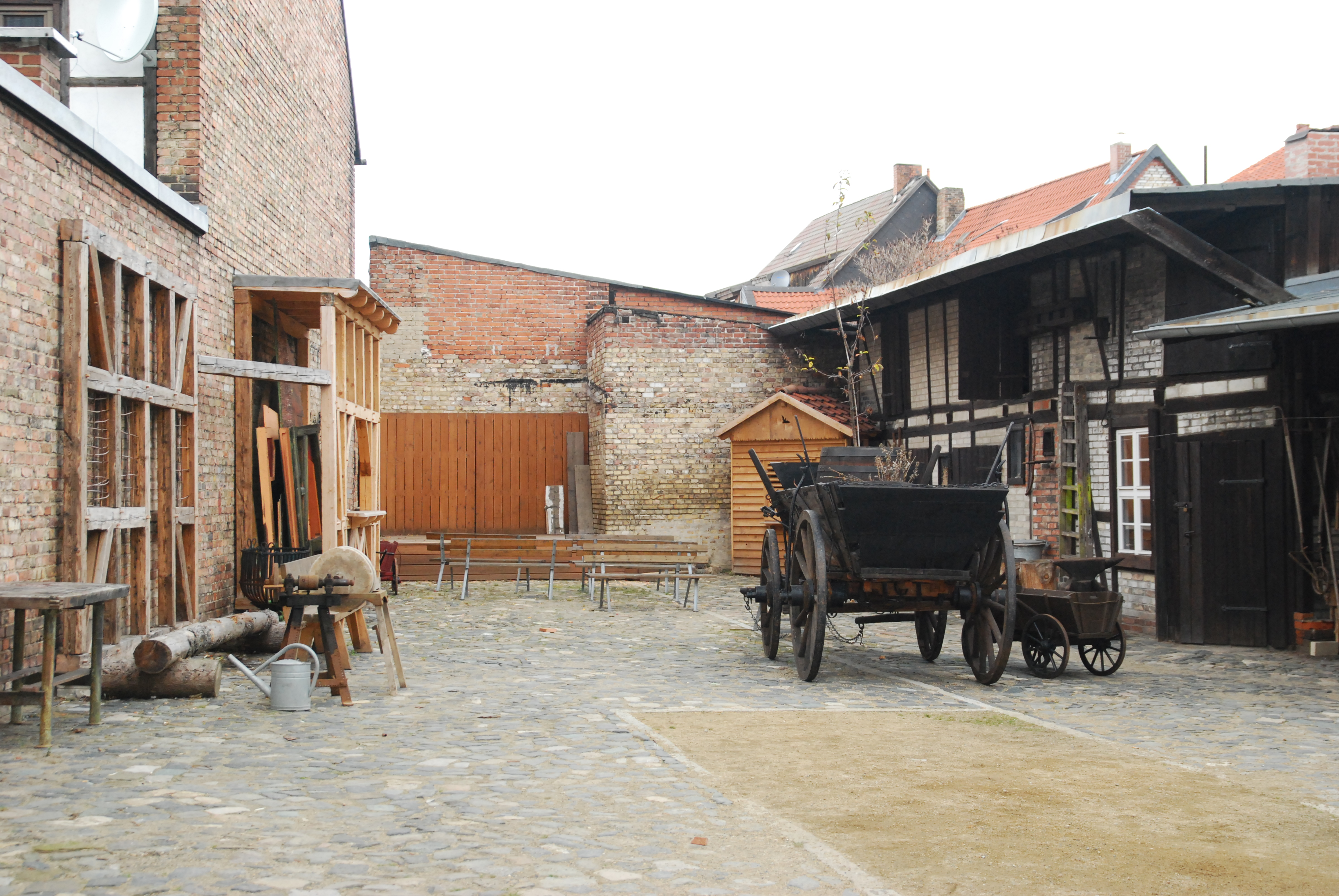
Hof der Schmiede, 2011

Bei der Krellschen Schmiede handelt es sich um einen dreigeschossigen Fachwerkbau, bestehend aus einem Wohnhaus, der Schmiedewerkstatt und Stallgebäuden. Die Schmiedewerkstatt befindet sich im Unterstock des Gebäudes. An der Fassade des Fachwerkhauses finden sich Elemente wie Bauerntänze, die für diese Gegend eher untypisch sind. Sie finden sich eher im fränkischen Fachwerkbau. Die Substanz des Gebäudes entspricht weitestgehend nur der ursprünglichen Substanz.

## Quelle
- Denkmal des Monats Januar 2017, Landesamt für Denkmalschutz und Archäologie Sachsen-Anhalt, abgerufen am 8. August 2017
- Geschichte der Krellschen Schmiede, abgerufen am 8. August 2017